# Palpomyia nigricans
Palpomyia nigricans är en tvåvingeart som beskrevs av John William Scott Macfie 1934. Palpomyia nigricans ingår i släktet Palpomyia och familjen svidknott. Inga underarter finns listade i Catalogue of Life.